# Sal Landi
Salvatore „Sal Landi“ M. Garriola (* 11. April 1951 in New York City, New York) ist ein US-amerikanischer Schauspieler, Filmproduzent und Filmregisseur.

## Leben
Landi lernte das Schauspiel vier Jahre lang am Actors Studio in New York City von Stella Adler. 1981 gab er in dem Fernsehfilm Crazy Times sein Schauspieldebüt. Seitdem übernimmt er in Spielfilmen meistens Nebenrollen und ist als Episodendarsteller in verschiedenen US-amerikanischen Fernsehserien zu sehen. Häufig spielt er Militärangehörige.
Unter dem Pseudonym Frank Bronson spielte er 1996 in Affäre mit Risiko mit. Von 1997 bis 1998 durfte er in insgesamt drei Episoden der Fernsehserie C-16: Spezialeinheit FBI die Rolle des Frank Remar übernehmen. 2009 war er in insgesamt neun Episoden der Fernsehserie General Hospital in der Rolle des Joey Limbo zu sehen. Er stellte den Charakter Dr. Mandrake von 2014 bis 2015 in der Fernsehserie Zeit der Sehnsucht in 26 Episoden dar.

## Filmografie

### Schauspieler
- 1981: Crazy Times (Fernsehfilm)
- 1982: The Facts of Life (Fernsehserie, Episode 3x15)
- 1982: Die Zeitreisenden (Voyagers!) (Fernsehserie, Episode 1x02)
- 1984: Knight Rider (Fernsehserie, Episode 2x15)
- 1984: Savage Street – Straße der Gewalt (Savage Streets)
- 1984: Das A-Team (The A-Team) (Fernsehserie, Episode 3x06)
- 1985: Street Hawk (Fernsehserie, Episode 1x02)
- 1985: Ein Colt für alle Fälle (The Fall Guy) (Fernsehserie, Episode 5x04)
- 1986: Club Life
- 1987: Outlaws (Fernsehserie, Episode 1x03)
- 1987: Boone – ein Schurke unter Schurken (Sweet Revenge)
- 1987: California Cops (Fernsehserie, Episode 4x05)
- 1987: Privatdetektiv Harry McGraw (The Law and Harry McGraw) (Fernsehserie, Episode 1x01)
- 1988: Dangerous love – Lust und Begierde (Dangerous Love)
- 1988: Schatten der Leidenschaft (The Young and the Restless) (Fernsehserie, 3 Episoden)
- 1989: Hardball (Fernsehserie, Episode 1x02)
- 1989: Back to Back
- 1990: Highway Chaoten (Think Big)
- 1990: Ein gesegnetes Team (Father Dowling Mysteries) (Fernsehserie, Episode 2x08)
- 1990: Hunter (Fernsehserie, 2 Episoden)
- 1991: Rover & Daisy (Zeichentrickfilm, Sprecherrolle)
- 1991: Marilyn and Me (Fernsehfilm)
- 1991: For the Boys – Tage des Ruhms, Tage der Liebe (For the Boys)
- 1992: Jake und McCabe – Durch dick und dünn (Jake and the Fatman) (Fernsehserie, Episode 5x11)
- 1992: Mord ohne Spuren (Bodies of Evidence) (Fernsehserie, Episode 1x05)
- 1992: South Central – In den Straßen von L.A. (South Central)
- 1993: Geballte Fäuste (Street Knight)
- 1993: Der Polizeichef – Eis im Blut (The Commish) (Fernsehserie, Episode 2x22)
- 1993: Daddy Dearest (Fernsehserie, Episode 1x05)
- 1994: Mord ist ihr Hobby (Murder, She Wrote) (Fernsehserie, Episode 10x12)
- 1994: Das Schweigen der Hammel (Il silenzio dei prosciutti)
- 1994: Cops & Robbersons – Das haut den stärksten Bullen um (Cops and Robbersons)
- 1994: Dreieck der Sünde (Saints and Sinners)
- 1995: Angriff aus dem Dunkeln (Toughguy)
- 1995: Tough and Deadly
- 1995: Melrose Place (Fernsehserie, Episode 3x25)
- 1995: Mit der Angst in ihren Augen (Deadly Whispers) (Fernsehfilm)
- 1995: X-Tro 3
- 1995: New York Cops – NYPD Blue (NYPD Blue) (Fernsehserie, Episode 2x09)
- 1996: Sunchaser – Die Suche nach dem Heiligen Berg (Sunchaser)
- 1996: Bulletproof
- 1996: Total Force
- 1996: Moloney (Fernsehserie, Pilotfolge)
- 1996: Dark Breed – Invasion aus dem All (Dark Breed)
- 1996: Love & Sex etc.
- 1996: Affäre mit Risiko (Other Men's Wives)
- 1997: Dark Planet
- 1997: The Good Bad Guy – Killer aus Zufall (Killer per caso)
- 1997: L.A. Heat (Fernsehserie, Episode 1x12)
- 1997: Der Sentinel – Im Auge des Jägers (The Sentinel) (Fernsehserie, Episode 2x21)
- 1997: Executive Target
- 1997: The Bad Pack – Sieben dreckige Halunken (The Bad Pack)
- 1997: Blue Motel
- 1997–1998: C-16: Spezialeinheit FBI (C-16: FBI) (Fernsehserie, 3 Episoden)
- 1997–2001: JAG – Im Auftrag der Ehre (JAG) (Fernsehserie, 2 Episoden, verschiedene Rollen)
- 1998: Walker, Texas Ranger (Fernsehserie, Episode 6x17)
- 1999: Meyer Lansky – Amerikanisches Roulette (Lansky) (Fernsehfilm)
- 1999: New York Cops – NYPD Blue (NYPD Blue) (Fernsehserie, Episode 6x16)
- 1999: Crusade (Fernsehserie, Episode 1x07)
- 1999: The West Wing – Im Zentrum der Macht (The West Wing) (Fernsehserie, Episode 1x07)
- 1999: Love Bites (Kurzfilm)
- 2000: Gedo
- 2000: Todeskommando Weißes Haus (The Alternate)
- 2000: Pretender (Fernsehserie, Episode 4x16)
- 2000–2002: Akte X – Die unheimlichen Fälle des FBI (The X-Files) (Fernsehserie, 3 Episoden)
- 2001: Seven Days – Das Tor zur Zeit (Seven Days) (Fernsehserie, Episode 3x11)
- 2001: A Crack in the Floor
- 2001: The Agency – Im Fadenkreuz der C.I.A. (The Agency) (Fernsehserie, 2 Episoden)
- 2001: The Guardian – Retter mit Herz (The Guardian) (Fernsehserie, Episode 1x04)
- 2002: 24 – Twenty Four (24) (Fernsehserie, 2 Episoden)
- 2002: CSI: Den Tätern auf der Spur (CSI: Crime Scene Investigation) (Fernsehserie, Episode 3x10)
- 2003: First Watch
- 2003: Nip/Tuck – Schönheit hat ihren Preis (Nip/Tuck) (Fernsehserie, Episode 1x02)
- 2003: Navy CIS (Navy NCIS) (Fernsehserie, Episode 1x06)
- 2004: Charmed – Zauberhafte Hexen (Charmed) (Fernsehserie, Episode 7x08)
- 2005: Cold Case – Kein Opfer ist je vergessen (Cold Case) (Fernsehserie, Episode 2x23)
- 2005: Supernatural (Fernsehfilm)
- 2006: Seth
- 2006: The Closer (Fernsehserie, Episode 2x13)
- 2006: Alles Betty! (Ugly Betty) (Fernsehserie, 2 Episoden)
- 2007: The Indian
- 2008: Tony 5
- 2009: General Hospital (Fernsehserie, 9 Episoden)
- 2010: The Mentalist (Fernsehserie, Episode 2x15)
- 2010: Schatten der Leidenschaft (The Young and the Restless) (Fernsehserie, Episode 1x9421)
- 2011: CSI: Den Tätern auf der Spur (CSI: Crime Scene Investigation) (Fernsehserie, Episode 11x18)
- 2011: Breakin’ Till Dawn (Kurzfilm)
- 2011: Three Sides (Kurzfilm)
- 2011: Ecstasy
- 2012: Desperate Housewives (Fernsehserie, 5 Episoden, 2 verschiedene Rollen)
- 2012: Alexandre Ajas Maniac (Maniac)
- 2012: The Master & Me (Kurzfilm)
- 2012: Poe
- 2013: American Horror Story – Asylum (Fernsehserie, Episode 2x13)
- 2013: Lady of RAGE (Kurzfilm)
- 2013: Blue Dream
- 2013: Lunch Break
- 2013: Revenge
- 2013: Scandal (Fernsehserie, 2 Episoden)
- 2013–2014: Revenge (Fernsehserie, 2 Episoden)
- 2014: Rizzoli & Isles (Fernsehserie, Episode 5x10)
- 2014–2015: Zeit der Sehnsucht (Days of Our Lives) (Fernsehserie, 26 Episoden)
- 2015: Less Than a Whisper
- 2015–2016: How to Get Away with Murder (Fernsehserie, 2 Episoden)
- 2016: Divorce Texas Style
- 2016: Independents – War of the Worlds (Independents’ Day)
- 2017: Do You See Me
- 2017: The Other Side (Kurzfilm)
- 2018: Burning Shadow
- 2018: Navy CIS (NCIS) (Fernsehserie, Episode 16x06)
- 2019: A World Away
- 2019: Darling Nikki
- 2019: Trusting Hope (Kurzfilm)
- 2020: Choke
- 2020: Oh Boy!
- 2022: The Offer (Fernsehserie)

### Produktion
- 1996: Love & Sex etc.
- 2007: The Indian
- 2015: Less Than a Whisper
- 2019: A World Away

### Regie
- 2016: 3riple B (Miniserie, 2 Episoden)